# High Dyke (Lincolnshire)
High Dyke – wieś w Anglii, w hrabstwie Lincolnshire. Leży 43 km na południe od Lincoln i 153 km na północ od Londynu.